# What We So Proudly Hail
What We So Proudly Hail – album kompilacyjny Binga Crosby’ego wydany w 1946 roku przez Decca Records, prezentujący wykonane przez niego utwory patriotyczne. Zostały tu przedstawione piosenki takie jak: Ballad for Americans (pochodzące z albumu o tej samej nazwie z 1940 roku), God Bless America oraz The Star-Spangled Banner.

## Lista utworów
Utwory znalazły się na 3-płytowym, 78-obrotowym zestawie, Decca Album No. DA-453.
płyta 1
(22 marca 1939)
| 1. | „The Star-Spangled Banner” | 2:46  |
|    |                            |       |
| 2. | „God Bless America”        | 3:12  |
|    |                            |       |
|    |                            | 05:58 |
|    |                            |       |
płyta 2
(6 lipca 1940)
| 1. | „Ballad for Americans – Part One”  | 2:26  |
|    |                                    |       |
| 2. | „Ballad for Americans – Part Four” | 2:16  |
|    |                                    |       |
|    |                                    | 04:42 |
|    |                                    |       |
płyta 3
(6 lipca 1940)
| 1. | „Ballad for Americans – Part Two”   | 2:24  |
|    |                                     |       |
| 2. | „Ballad for Americans – Part Three” | 3:06  |
|    |                                     |       |
|    |                                     | 05:30 |
|    |                                     |       |